# Свети Илия (Бер)
Вижте пояснителната страница за други значения на Свети Илия.
„Свети Илия“ (на гръцки: Προφήτης Ηλίας) е възрожденска православна църква в южномакедонския град Бер (Верия), Егейска Македония, Гърция. Храмът е част от енория „Свети Йоан Милостиви“.

## История
Църквата е издигната в началото на XIX век и е бивш енорийски храм. Тя е единствената в центъра на града, която не пострадва при големия пожар от 1864 година. В храма не са запазени стари стенописи, но е имал ценни средновековни и късносредновековни икони, включително и от съседната „Възкресение Христово“.